# Шимич, Ана
Ана Шимич (хорв. Ana Šimić, род. 5 мая 1990, Градачац) — хорватская легкоатлетка, прыгунья в высоту. В 2013 году Шимич стала чемпионкой Средиземноморских игр, в 2014 году завоевала бронзовые медали на чемпионате Европы по лёгкой атлетике и на Континентальном кубке IAAF. Она представляла Хорватию на летних Олимпийских играх 2012 года.
На международных легкоатлетических соревнованиях Шимич участвует с 2006 года. До 2011 года она участвовала в основном в юношеских, юниорских и молодёжных турнирах, но не проходила этап квалификации. В 2011 году Шимич с результатом 1,90 м заняла седьмое место на молодёжном чемпионате Европы в Остраве и с результатом 1,81 м одиннадцатое место на летней универсиаде в Шэньчжэне. На летних Олимпийских играх 2012 года в Лондоне Шимич была единственной представительницей Хорватии в прыжках в высоту. В квалификации она показала крайне слабый результат 1,80 м, не сумев с трёх попыток покорить высоту 1,85 м. В 2013 году Шимич выиграла золотую медаль на зимнем чемпионате балканских стран в Стамбуле и на Средиземноморских играх в Мерсине, в последнем случае разделив её с турецкой прыгуньей Бурджу Юксель. Также на турнире в Будапеште она установила новый личный рекорд — 1,96 м. Сезон 2014 года стал самым успешным в карьере Шимич. В августе она выиграла бронзовую медаль на чемпионате Европы в Цюрихе, впервые в карьере покорив отметку в 1,99 м, а в сентябре стала обладательницей бронзы на Континентальном кубке в Марракеше.